# Криптококкоз
Криптококко́з (лат. cryptococcosis) — инфекционное заболевание, вызываемое дрожжевыми грибами Cryptococcus neoformans, характеризуется поражением ЦНС, лёгких, кожи, слизистых оболочек. Чаще болезнь регистрируется у мужчин. Возбудитель выделяют из птичьего помёта и гнёзд, в основном у голубей. Возбудитель может находиться в почве, загрязнённой птичьим помётом, также «заразиться» почва может при её удобрении пометом. Также возбудитель может находиться в фекалиях кошек, собак, лошадей. Путь передачи инфекции воздушно-пылевой. От человека к человеку заболевание не передаётся.

## Классификация криптококкоза[4]
- Лёгочная форма протекает бессимптомно. Встречается примерно у 30 % больных криптококкозом. Возможны лихорадка, кашель с мокротой, кровохарканье.
- Диссеминированная форма диагностируется у больных иммунодефицитными состояниями. Часто поражается сердце, кости, почки и надпочечники, глаза, предстательная железа и лимфатические узлы. У меньшинства больных наблюдаются различные безболезненные кожные образования.
- Криптококковый менингит развивается медленно, бессимптомно в начальной стадии. Возникают головная боль, головокружение, лихорадка, нарушение зрения, эпилептические припадки. Криптококкозный менингит является одним из наиболее частых проявлений СПИДа у ВИЧ-инфицированных. Им страдает 6—9 % в Соединенных Штатах и 20—30 % в Африке, в Европе заболевание также регистрируется часто[5].

## Диагноз
Диагноз труден. Клиническая картина должна быть подтверждена обнаружением возбудителя в патологическом материале и получением культуры грибка; исследуют цереброспинальную жидкость, мокроту, гной из очагов, кровь, мочу и биопсированный и аутопсированный материал. Лучше смотреть неокрашенные препараты в капельке туши; для окраски наиболее пригоден муцикармин. Используются реакции агглютинации, преципитации, реакция связывания комплемента и иммунофлюоресценции с адсорбированными противокриптококковыми сыворотками, прививка патологического материала лабораторным животным. Дифференциальный диагноз при менингеальной форме проводится с туберкулезным менингитом, опухолями и абсцессом мозга, субдуральной гематомой и грыжей, энцефалитом. При легочных проявлениях — с пневмониями другой этиологии (см. Пневмония), туберкулезом (см. Туберкулез органов дыхания), гистоплазмозом. Криптококкоз кожи дифференцируют с другими глубокими микозами, хронической пиодермией и третичным сифилисом

## Лечение
Больным криптококкозом обычно назначают внутривенно амфотерицин В (0,6—0,8 мг/кг/сут), как в комбинации с фторцитозином (не более 150 мг/кг/сут), так и без него. Затем постепенно переходят на флуконазол, который назначают внутрь (по 400 мг/сут, с переходом до 200 мг/сут) в течение 6—10 недель.
Возможно оперативное удаление локализованных очагов Криптококкоза в легких. Наружно мазь амфотерицина В, жидкость Кастеллани, 1 —2 % спиртовые и водные р-ры анилиновых красителей. Рекомендуется усиленное питание с ограничением продуктов, богатых тиамином.

## Прогноз
При своевременном лечении прогноз заболевания вполне благоприятный. Повышенные дозы прописанных препаратов могут привести к осложнениям, например, повреждению мембраны почек. Также у пациентов может развиться почечная недостаточность, из-за чего они могут погибнуть в состоянии уремической комы. При отсутствии лечения заболевание может закончиться летальным исходом.